# Pipit de Sprague
Anthus spragueii
Espèce
Répartition géographique
Statut de conservation UICN

 VU A2bce+3bce+4bce : Vulnérable
Le Pipit de Sprague est une espèce de passereaux appartenant à la famille des Motacillidae.
Son nom commémore Isaac Sprague (1811-1895), un illustrateur qui accompagne John James Audubon (1785-1851) durant son voyage sur le fleuve Missouri.

## Alimentation
Son régime est insectivore et parfois granivore.

## Répartition et habitat
Son aire de nidification se trouve dans les grandes plaines septentrionales de l'Amérique du Nord : district d'Alberta (Semenchuk 1992), Saskatchewan (Smith 1996), centre du Manitoba (Manitoba Avian Research Committee 2003), dans le Dakota du Nord, l'ouest du Dakota du Sud, le sud du centre du Montana et le nord-ouest du Minnesota (A.O.U. 1998). En 1991 et 1992, des nids ont été observés dans la région du Chilcotin-Cariboo de Colombie-Britannique (Campbell et al 1997).
Le Pipit de Sprague hiverne dans le sud-ouest des États-Unis et le nord du Mexique.